# 伊萬齊
49°53′47″N 33°5′53″E / 49.89639°N 33.09806°E
伊萬齊（烏克蘭語：Іванці），是烏克蘭中部的村莊，隸屬波爾塔瓦州的盧布尼區。該村距離扎波羅日奇涅1公里，海拔高度105米，2001年該村落人口43。